# Immersione linguistica

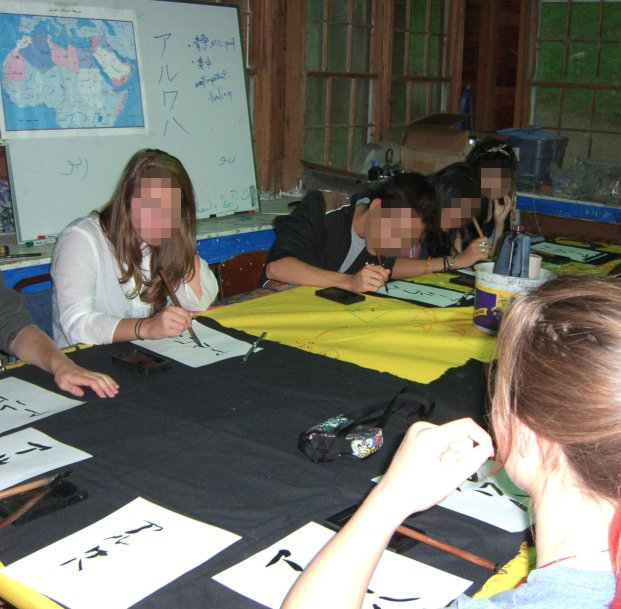
Il corso di arabo (Al-Waha a Vergas, Minnesota, USA) e giapponese (Mori no Ike a Dent, Minnesota, USA) ai Concordia Language Villages durante un programma di scambio culturale serale, nel quale gli studenti arabi imparano il giapponese e un po' di calligrafia attraverso l'immersione linguistica in tale lingua.

L'immersione linguistica (dall'inglese language immersion) è un approccio sviluppato fin dagli anni sessanta per rafforzare l'apprendimento e l'acquisizione delle lingue straniere (L2) utilizzandole come veicolo (o mezzo di comunicazione) per l'assimilazione di altri contenuti non linguistici, appartenenti cioè a discipline non linguistiche (DNL).
Nelle scuole che adottano l'immersione linguistica e dunque una didattica orientata all'acquisizione, una o più discipline vengono apprese impiegando una seconda lingua target, diversa appunto dalla lingua materna (L1) degli studenti. Gli studenti, conformemente a uno specifico progetto educativo, vengono dunque 'immersi' nella L2 e la utilizzano sia per apprendere le scienze, la storia, la geografia e/o altre materie, sia per seguire percorsi educativi, anche interdisciplinari.
Nell'Unione Europea, uno strumento di educazione bilingue (che tuttavia non culmina nell'immersione linguistica totale) è il metodo CLIL (Content and Language Integrated Learning).

## Caratteristiche

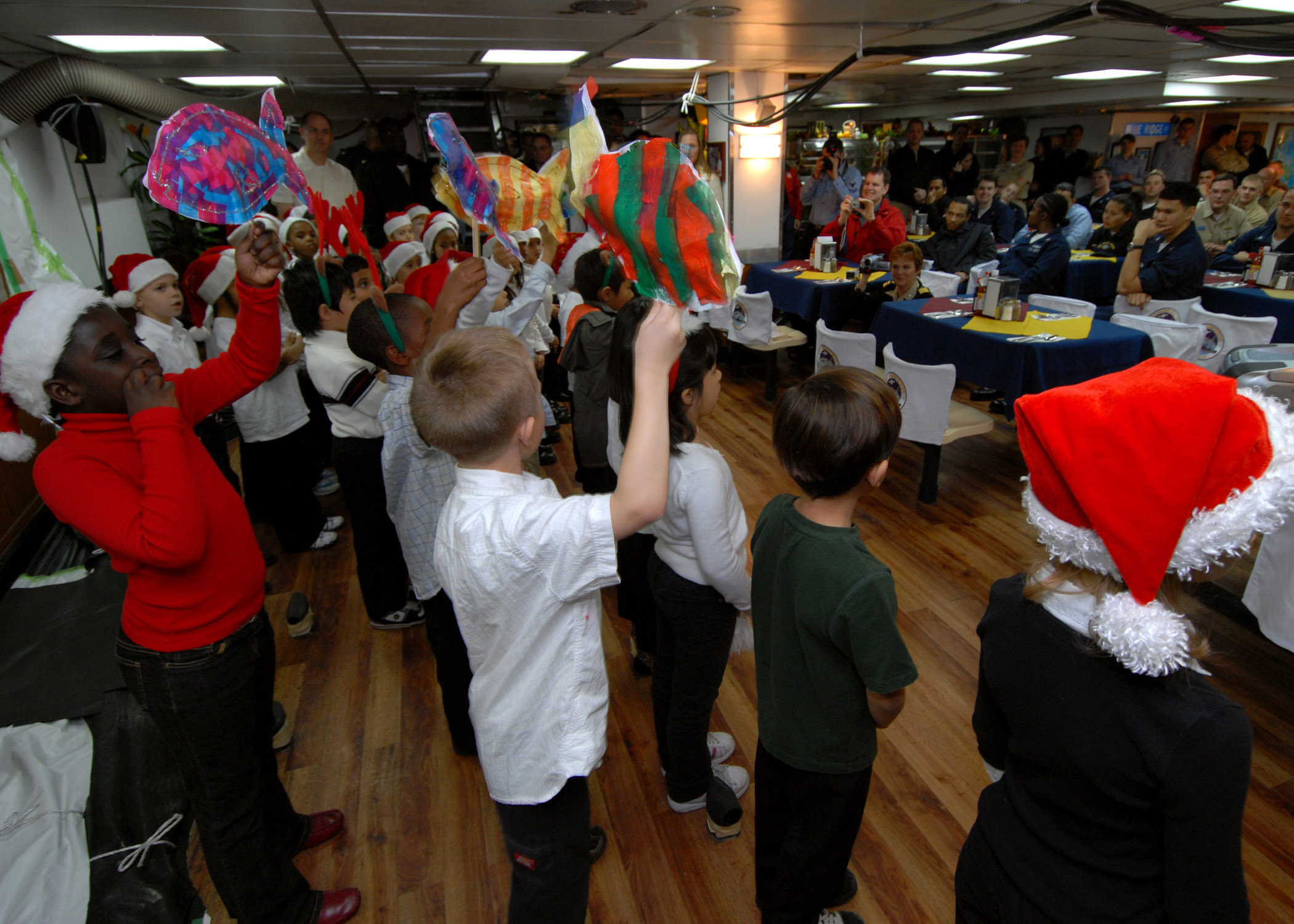
Gli alunni delle classi prime e seconde di immersione in lingua spagnola della scuola USA Ikego Elementary School a Yokosuka (Giappone) nel 2007 durante una celebrazione.

I progetti e le attività di immersione linguistica si basano su quelli fondati negli anni sessanta in Québec (provincia del Canada a prevalenza francofona) quando associazioni di genitori di studenti anglofoni convinsero gli educatori a mettere in atto programmi di immersione linguistica per potenziare i risultati di apprendimento della lingua francese (allora poco soddisfacenti) e per aiutare i loro figli «ad apprezzare le tradizioni e la cultura dei canadesi di lingua francese allo stesso modo di quelle in lingua inglese».
Il percorso canadese è poi stato seguito in USA, in Australia, in Giappone e in altri Paesi del mondo. In Europa è alla base dei progetti di molte scuole di regioni bilingui (ad es. la Catalogna, i Paesi Baschi in Spagna, l'Alsazia in Francia, il Trentino-Alto Adige/Südtirol in Italia, la provincia di Vaasa in Finlandia, il Galles in Gran Bretagna ecc.) con l'intento di favorire la conoscenza della lingua e della cultura della minoranza da parte degli studenti parlanti la lingua di maggioranza nazionale.

### Tipologie
Nel settore dell'immersione linguistica sono state utilizzate varie forme di approccio per affrontare casistiche differenti. In funzione sia dell'età degli studenti coinvolti, sia della quantità di discipline e quindi del numero di ore di lezione settimanali svolte nella lingua target, possono essere individuate varie tipologie di modelli immersivi in rapporto a:
1. Età degli allievi:
- Immersione precoce: indica generalmente gli interventi condotti fin dalla scuola materna e offre i risultati migliori.
- Immersione tardiva: non potendo giovarsi della naturale predisposizione del bambino in tenera età per l'apprendimento linguistico, essa risulta la meno efficace. In questi casi i risultati migliori si sono ottenuti con modelli di immersione totale o tendenti a includere un numero consistente di ore settimanali.

2. Numero di discipline coinvolte:
- Immersione parziale: interessa una o più discipline in un limitato numero di ore.
- Immersione totale: implica lo svolgimento di tutte le discipline direttamente nella lingua target, a eccezione della lingua materna.

3. Lingue veicolari coinvolte:
- Una o più lingue: ad es. con la double immersion si utilizzano due lingue veicolari (non materne).

### I programmi didual immersion
Fin dagli anni ottanta negli USA e in altri paesi si sono sviluppati – anche nelle scuole ubicate in territori non bilingui – numerosi programmi di immersione linguistica (conosciuti come dual immersion programs). Questi avevano obiettivi prettamente strumentali, volti alla semplice acquisizione di una lingua altra talvolta diversa da quella del contesto di appartenenza. Secondo Kim Potowski i programmi di dual immersion sono cresciuti per diverse ragioni: la competizione in un'economia globalizzata, la crescita del numero di studenti che desideravano apprendere una seconda lingua, ed il successo dei programmi (di immersione linguistica tradizionali). Oggi, negli USA, le classi di immersione linguistica sono diffuse in tutto il Paese, sia nelle aree urbane che suburbane, e sono coinvolte sia in programmi di dual-immersion che di immersione in più di due lingue (array of languages). Al maggio del 2005 si contavano 317 programmi di dual immersion in scuole elementari, che utilizzavano circa 10 lingue come strumento di apprendimento (il 96% dei programmi era in lingua spagnola).

### Lingue veicolari e Immersione linguistica
I programmi in lingua veicolare hanno in Europa un'antica tradizione. A titolo d'esempio si ricordano le scuole esistenti nei territori plurilingui dell'Impero austro-ungarico o quelle del Cantone dei Grigioni in Svizzera, ove fin dall'Ottocento si garantiscono gli insegnamenti in lingue veicolari per dare una risposta di plurilinguismo istituzionale a una realtà di plurilinguismo territoriale avente radici molto antiche. I progetti di immersione linguistica si differenziano tuttavia da questi ultimi per gli accorgimenti utilizzati nell'approccio didattico. Sono state elencate le quattro caratteristiche che i progetti di immersione linguistica dovrebbero almeno possedere (tuttavia non sempre garantite dalle scuole in lingua veicolare):
- favorire l'immersione e impedire la sommersione linguistica;
- rispetto delle peculiarità linguistiche e culturali degli allievi;
- rispetto delle minoranze e del contesto linguistico esistente sul territorio;
- dare opportunità di scelta agli allievi.

### Immersioneesommersionelinguistica
Un modello generico (50/50) di scuola bi-/plurilingue è adatta per studenti mistilingui: oltre a garantire la loro cultura, assicura l'acquisizione delle lingue target.
In diversi modelli plurilingue di scuole con allievi di varia composizione linguistica, tuttavia, è stata osservata la sommersione linguistica e culturale dei soggetti aventi uno status più debole, anziché l'immersione in un'altra lingua e cultura. Patrizia Mazzotta sottolinea come il rischio nel quale si può incorrere quando una lingua naturale viene usata come veicolare nel settore educativo –senza le adeguate riflessioni sociopedagogiche e didattiche – sia quello della 'pidginizzazione': «annullando la dimensione culturale della lingua, [essa] ne fa un mero strumento di scambio commerciale e utilitaristico, oppure un codice formale comune e al tempo stesso estraneo a tutti i parlanti, senza nemmeno uno spessore sociale e pragmatico, il quale non aiuta a superare le incomprensioni e i pregiudizi, ma semmai li accentua... Appare dunque evidente che nessuna lingua, per quanto eletta a veicolo di comunicazione internazionale, può essere appresa al pari di un sistema segnaletico o di un codice artificiale (come quello della navigazione), ma deve essere insegnata secondo un approccio che ponga al centro del rapporto comunicativo e didattico tanto la vitalità della lingua quanto le peculiarità e le esigenze affettive e umane del soggetto in formazione».

### Accorgimenti didattici
Secondo le diverse esperienze e ricerche sul campo, un progetto immersivo dovrebbe rispettare alcuni importanti accorgimenti didattici:
- Dominanza della lingua materna degli allievi: Nel caso di progetti di immersione totale è preferibile che la prima lingua degli allievi coinvolti sia dominante sul territorio. In questa maniera gli studenti hanno stimoli sufficienti nella lingua materna, al fine di garantire il rispetto dell'identità culturale e linguistica. Nel caso di allievi di varia composizione linguistica o di immersione rivolta a studenti con uno status linguistico debole, il progetto didattico dovrebbe provvedere supporti o percorsi adeguati.
- Libera scelta dell'utenza: L'insegnamento 'a immersione' deve essere frutto di una libera scelta degli allievi e/o dei loro genitori. Talvolta è preferibile che sia 'a immersione' non tutta la scuola, bensì solo alcune sezioni[7].
- Lingua di insegnamento e docenti: Gli insegnanti, pur comprendendo la lingua materna dell'alunno, devono esprimersi esclusivamente nella lingua target. Possono non essere madrelingua se padroneggiano in modo adeguato la disciplina insegnata.
- Omogeneità delle classi: è consigliabile che gli allievi siano abbastanza omogenei dal punto di vista della competenza linguistica, al fine di evitare il rischio di sommersione.

## Vantaggi
Sono stati elencati vantaggi che sembrerebbero accompagnare l'adozione di progetti di immersione linguistica da parte delle scuole.
- Per gli studenti:

1. maggiore semplicità di apprendimento rispetto ai metodi tradizionali;
2. opportunità di utilizzo immediato della lingua come strumento comunicativo;
3. opportunità di apprendere mediante lo svolgimento di attività piacevoli;
4. rispetto delle diversità culturali;
5. opportunità di apprendere una disciplina unitamente all'acquisizione di un'altra lingua.

- Per l'erogatore del servizio:

1. relativa semplicità dell'approccio e tempi congrui per la formazione degli insegnanti;
2. bassi costi a regime con giusta proporzione ai risultati ottenuti;
3. duttilità e adattabilità rispetto a contesti anche molto differenti.

- Per la collettività:

1. aumento in tempi ragionevoli della competenza linguistica dei cittadini nelle lingue non materne;
2. aumento della capacità di relazione e di convivenza tra le persone, con la possibilità di avvicinarsi alle altre culture comprendendo differenze e affinità;
3. maggiori possibilità in campo lavorativo.

## Immersione linguistica in Europa
La tabella sottostante illustra la percentuale di studenti dei principali paesi europei coinvolti in insegnamenti in lingue veicolari nell'anno scolastico 1999/2000 (includendo le esperienze di immersione linguistica).
Nella terza colonna è indicata la percentuale di popolazione di lingua diversa di una o più maggioranze linguistiche presenti nel Paese (sia appartenenti a lingue di minoranza che stranieri), al fine di avere un raffronto tra la realtà multilinguistica presente sul territorio e quella offerta dalle scuole. La situazione europea risulta essere in rapida espansione, per quanto riguarda sia il numero degli studenti che quello delle lingue coinvolte.
Solo nei Paesi Bassi si è passati da 7 scuole, che in via ufficiale avevano introdotto programmi di immersione negli anni novanta, a 113 scuole di base nell'A.S. 2007-2008 e a 69 scuole secondarie nel 2008-2009.
| Studenti coinvolti in insegnamenti in lingue veicolari in alcuni Paesi Europei nell'A.S. 1999/2000 |            |                                 |
| Paese                                                                                              | % Studenti | % Popolazione di lingua diversa |
| Austria                                                                                            | 1,61       | 12,55                           |
| Belgio                                                                                             | 1,50       | 29,00                           |
| Danimarca                                                                                          | 1,03       | 7,39                            |
| Finlandia                                                                                          | 6,76       | 8,48                            |
| Francia                                                                                            | 0,44       | 5,94                            |
| Germania                                                                                           | 0,59       | 11,68                           |
| Gran Bretagna                                                                                      | 1,20       | 7,91                            |
| Grecia                                                                                             | 1,17       | 4,97                            |
| Irlanda                                                                                            | 3,2        | 43,33                           |
| Italia                                                                                             | 1,39       | 7,05                            |
| Lussemburgo                                                                                        | 6,10       | 31,17                           |
| Paesi Bassi                                                                                        | 1,20       | 18,80                           |
| Portogallo                                                                                         | 0,69       | 2,35                            |
| Spagna                                                                                             | 13,06      | 29,29                           |
| Svezia                                                                                             | 1,00       | 11,49                           |
| 1. 2.                                                                                              |            |                                 |

## Il metodo CLIL
Il termine CLIL (Content and Language Integrated Learning), creato nel 1994, non è propriamente sinonimo di "immersione linguistica" – come nel caso delle scuole che scelgono l'insegnamento bilingue e dunque un'educazione bilingue.
In realtà, il CLIL è una metodologia di apprendimento della lingua ove l'aumento dell'input linguistico è attuato per via dell'insegnamento di una o più discipline in L2, con modalità didattiche innovative. Questi metodi prevedono che lo studente sia attore nella costruzione del proprio sapere: l'assimilazione del contenuto (inter)disciplinare diventa l'obiettivo principale; l'acquisizione di maggiori competenze comunicative in L2, invece, una conseguenza.
Creato nel 1994 da David Marsh e Anne Maljers, il termine CLIL (Content and Language Integrated Learning o "Apprendimento integrato di lingua e contenuto") è un sinonimo di Language immersion introdotto – secondo la volontà dei suoi ideatori – come termine ombrello per inglobare diverse esperienze e metodologie di apprendimento in lingua veicolare. Il termine, prevalentemente usato in Italia e in alcuni Paesi europei, è spesso utilizzato anche in alcuni documenti dell'Unione Europea per indicare le esperienze di immersione.
Secondo gli ideatori, il termine CLIL potrebbe rappresentare finanche una piattaforma per un approccio metodologico innovativo, ove la costruzione di competenze linguistiche e abilità comunicative si accompagnano contestualmente allo sviluppo e all'acquisizione di conoscenze disciplinari.
L'approccio CLIL (o 'immersivo') ha quindi il duplice obiettivo di prestare contemporaneamente attenzione sia alla disciplina che alla lingua target veicolare e non materna; il conseguimento di esso richiede lo sviluppo di un approccio integrato di insegnamento e apprendimento, con un'attenzione speciale al processo educativo più comune.
Il CLIL si avvale dei principi metodologici stabiliti dalla ricerca sull'immersione linguistica e, in generale, dell'insegnamento in lingua veicolare, accrescendo nello studente:
- la fiducia nell'approccio comunicativo, l'abilità e la consapevolezza interculturale;
- la spendibilità delle competenze linguistiche acquisite durante le attività della vita quotidiana;
- la disponibilità alla mobilità nell'istruzione e nel lavoro;
- l'immersione in contesti d'apprendimento stimolanti ed innovativi;
- le competenze aggiuntive oltre a quelle comunicative nella lingua di immersione;
- da ultimo, il confronto con le TIC, i curricoli e le pratiche integrate.

## L'immersione linguistica in Italia
I ladini altoatesini frequentano la cosiddetta 'scuola paritetica', ove è in vigore l'immersione linguistica: mentre al ladino è dedicata solo un'ora la settimana, tutte le altre lezioni sono tenute in tedesco o in italiano. Nella Provincia Autonoma di Trento il CLIL è obbligatorio fin dalla classe terza della scuola primaria, oltre a essere impartito in lingua tedesca e in lingua inglese.

## Storia dell'immersione linguistica
L'uso delle lingue veicolari nel settore educativo è storicamente uno dei modi più antichi utilizzati dall'uomo per apprendere le lingue. Già nel 3000 a.C. gli studenti accadici di una regione a sud dell'attuale Baghdad, usavano studiare discipline come la teologia, la botanica, la geografia e la matematica in sumero, al fine di imparare questa lingua non materna.
Il termine immersione linguistica fu introdotto da Wallace E. Lambert quando – intorno agli anni sessanta, nel tentativo di sperimentare nuovi metodi per permettere agli studenti di lingua inglese di apprendere la lingua della minoranza francese – diffuse nel Québec quelle esperienze che poi chiamò di immersione linguistica.
I programmi e gli studi sull'immersione linguistica nacquero grazie alla spinta e al sostegno delle associazioni di utenti che richiedevano alle istituzioni educative metodi nuovi per l'apprendimento linguistico. Inoltre, questi partivano dalla constatazione che quasi la metà dei bambini del mondo riuscivano a imparare a parlare due o più lingue senza alcun addestramento formale, mentre solo pochi di quelli sottoposti a insegnamento formale in classe riuscivano ad acquisire una conoscenza orale apprezzabile di un'altra lingua. I sistemi educativi sembrava avessero dimenticato che «il plurilinguismo funzionale è una delle condizioni della cultura umana».